# 神が残した夢を喰う。
神が残した夢を喰う。（かみがのこしたゆめをくう。）は、はるくんによるソロプロジェクト。略称は「かみばく」。
2023年10月20日の始動以降、事務所やレーベルには一切所属せずに活動している。

## 概要
2023年4月19日にロックバンドNon Stop Rabbitが解散し、ソロシンガーとなったボーカルの矢野晴人（はるくん）が、解散以降路上ライブやYouTubeへの動画投稿などの活動を重ねた後、2023年10月20日に活動を開始。
シングル曲の一部に、ORANGE BANK LEAD時代の楽曲の再録があることや、ライブにおけるサポートメンバーが共通することから『ORANGE BANK LEAD』が、事実上かみばくの前身にあたる。

## 略歴
2023年5月10日、本プロジェクトの始動を匂わせる2023年10月20日の日付のみが記された画像がXに投稿された。
2023年10月20日、デビューシングル『雨』をリリースし、活動開始。同楽曲は後に、Spotifyバイラルトップ50（日本） チャートの20位にランクインした。同年11月には『Fly Day』、『Starknight』、12月には、『ilu』と始動から2か月で4曲リリース。
2024年9月から10月にかけて、結成1周年を記念して5週連続リリースと題し、『CHERRY』、『Heat Magic』、『Take Under Bell』、『アンスリウム』、『共有から2番目にもう君はいない。』の5曲がリリースされた。
2025年5月24日に、1stミニアルバム『Eat the dreams left by God』をライブ会場限定でリリース。これが初のアルバム作品となる。

## メンバー
- はるくん - ボーカル担当。2023年4月19日の解散まで矢野晴人名義でNon Stop Rabbitのベースボーカルを担当していた[15]。かみばく始動前後は晴-haru-名義だったが、2024年頃から現在の名義を使用するようになる。

### サポートメンバー
- 志賀将 - ベース担当。はるくんが高校時代に結成したバンドORANGE BANK LEADの元メンバー[16]。かみばくでは一部楽曲の作詞作曲を手がける。
- 誓太 - ギター担当。はるくんが高校時代に結成したバンドORANGE BANK LEADの元メンバー[16]。
- TAITAI - ドラムス担当。はるくんと共に解散までNon Stop Rabbitでドラムスを担当していた[17]。ばんばんざいのYouTube出演時点では「太我」と名乗るも、2024年以降現在の名義を使用している。かみばくにおいてはTikTokやYouTube等公式SNSに投稿する動画の撮影スタッフとしても活動している。

## ディスコグラフィ

### デジタルシングル
| 枚   | 発売日         | タイトル                        | 収録アルバム                   | 備考 |
| ---- | -------------- | ------------------------------- | ------------------------------ | --- |
| 1st  | 2023年10月15日 | 雨                              | 『Eat the dreams left by God』 | デビューシングル。作詞作曲は晴-haru-、編曲はWiz _nicc。 |
| 2nd  | 2023年11月5日  | Fly Day                         | 未収録                         | 作詞作曲は晴-haru-と志賀将。 ORANGE BANK LEAD時代の楽曲の再録で、元々同バンドの2ndシングルだった曲。ミックスとマスタリングに平出悟が参加している。 |
| 3rd  | 2023年11月29日 | Starknight                      | 未収録                         | 作詞作曲は晴-haru-、編曲は志賀将。 |
| 4th  | 2023年12月8日  | ilu                             | 未収録                         | 作詞作曲は晴-haru-、編曲は志賀将。 |
| 5th  | 2024年2月20日  | 心音                            | 『Eat the dreams left by God』 | 作詞作曲編曲をサポートメンバーの志賀将が担当。 2023年12月10日に行われた初ライブにて披露されていた楽曲。 |
| 6th  | 2024年4月13日  | ツミキ                          | 未収録                         | 作詞は晴-haru-、作曲は神が残した夢を喰う。、編曲はWiz _nicc。 2015年5月10日にORANGE BANK LEADの1stシングル「I still…」として発売された楽曲で、2023年12月10日に行われた初ライブにて披露されている。かみばく名義でのリリースに伴い改題された。 |
| 7th  | 2024年6月22日  | 明け花                          | 『Eat the dreams left by God』 | 作詞作曲を志賀将が担当。作詞は晴-haru-と共作。 |
| 8th  | 2024年8月20日  | Re:rise                         | 未収録                         | 作詞を晴-haru-、作曲を志賀将が担当。 本作からカップリングにインストゥルメンタルを収録。 |
| 9th  | 2024年9月23日  | CHERRY                          | 未収録                         | 作詞作曲は志賀将。 ORANGE BANK LEAD時代にはラストシングルとして発売されていた。 2023年12月10日に行われた初ライブにて披露されていた楽曲で、結成1周年を記念した5週連続リリースの第一弾楽曲。 |
| 10th | 2024年9月30日  | Heat Magic                      | 未収録                         | 作詞作曲は志賀将。 ORANGE BANK LEAD時代からの楽曲で、2023年12月10日に行われた初ライブにて披露されていた。当初から現在のタイトルだったが、歌詞を変更した上で一度「記憶の居場所」と改題され2016年1月9日に3rdシングルとして発売されていたものの、かみばくとしての初披露以降タイトルが元に戻っている。結成1周年を記念した5週連続リリースの第二弾楽曲。 |
| 11th | 2024年10月7日  | Take Under Bell                 | 未収録                         | 作詞作曲は志賀将。 ORANGE BANK LEAD時代からの楽曲で、結成1周年を記念した5週連続リリースの第三弾楽曲。元々「I still…」のカップリング曲だった。 |
| 12th | 2024年10月14日 | アンスリウム                    | 未収録                         | 作詞作曲は晴-haru-、編曲はNon Stop Rabbit時代のサウンドプロデューサーだった鈴木Daichi秀行が担当。 2023年12月10日に行われた初ライブにて披露されており、結成1周年を記念した5週連続リリースの第四弾楽曲。 |
| 13th | 2024年10月21日 | 共有から2番目にもう君はいない。 | 『Eat the dreams left by God』 | 作詞作曲は晴-haru-、編曲は前作に引き続き鈴木Daichi秀行が担当。 結成1周年を記念した5週連続リリースの第五弾楽曲。本作からまたインストゥルメンタルが未収録となる。 |
| 14th | 2025年1月4日   | ペースメーカー                  | 未収録                         | 作詞作曲は晴-haru-、編曲はRoberto Aが担当。 ジャケットでは英語表記となっているが、タイトルは片仮名表記である。 |
| 15th | 2025年4月20日  | 500W                            | 『Eat the dreams left by God』 | 作詞作曲ははるくん、編曲はマイキ。 2025年4月6日からTikTokにて先行公開されていた。 |
| 16th | 2025年6月25日  | 絶命                            | 未収録                         | 作詞ははるくん、作曲ははるくんとTAITAIとマイキ、編曲はマイキが担当。 当初は「どうせいつか死ぬ命だ。」の曲名でリリース予定だったが、諸事情により変更となった。 |
| 17th | 2025年8月7日   | 愛想花火                        | 未収録                         | 作詞作曲ははるくん、編曲はマイキ。 |
| 17th | 2025年8月7日   | 愛想花火 (speed up ver)         | 未収録                         | 本作で初めてスピードアップバージョンが同時リリースされた。 |

### コラボシングル
| アーティスト | 発売日        | タイトル                             | 規格                   | 収録アルバム                   | 備考                                                                                 |
| ------------ | ------------- | ------------------------------------ | ---------------------- | ------------------------------ | ------------------------------------------------------------------------------------ |
| ささ。       | 2025年4月12日 | マーメイド feat.神が残した夢を喰う。 | デジタル・ダウンロード | 『Eat the dreams left by God』 | 作詞ははるくん、作曲はTAITAI、編曲はマイキ。4月5日からTikTokにて先行公開されていた。 |

### ミニ・アルバム
| 枚  | 発売日        | タイトル                   | 規格 | 規格品番  | 収録曲 | 備考                                                                         |
| --- | ------------- | -------------------------- | ---- | --------- | --- | ---------------------------------------------------------------------------- |
| 1st | 2025年5月24日 | Eat the dreams left by God | CD   | KMBK-0001 | 1. 雨 2. 500W 3. 共有から2番目にもう君はいない。 4. マーメイド feat.神が残した夢を喰う。 / ささ。 5. 明け花 6. 心音 | 同日開催の中池袋公園でのフリーライブ以降、物販にて販売。ライブ会場限定販売。 |

### インストゥルメンタル・アルバム
| 枚  | 発売日        | タイトル                         | 規格                   | 収録曲 | 備考 |
| --- | ------------- | -------------------------------- | ---------------------- | --- | --- |
| 1st | 2024年7月18日 | KAMIBAKU INSTRUMENTAL MINI ALBUM | デジタル・ダウンロード | 1. 雨（Instrumental） 2. Fly Day（Instrumental） 3. Starknight（Instrumental） 4. ilu（Instrumental） 5. 心音（Instrumental） 6. ツミキ（Instrumental） 7. 明け花（Instrumental） | 神が残した夢を喰う。名義でリリースしたデジタルシングル曲のインストゥルメンタル音源を収録したミニ・アルバム。 |

### 未音源化楽曲
| 曲名    | 備考                                                                                   |
| ------- | -------------------------------------------------------------------------------------- |
| Obvious | 2023年12月10日に行われた初ライブにて披露されていた。                                   |
| orange  | ORANGE BANK LEAD時代からの楽曲で、2023年12月10日に行われた初ライブにて披露されていた。 |

## ミュージックビデオ
| 曲名                            | 公開日 | 公開日   | 監督                      |
| ------------------------------- | ------ | -------- | ------------------------- |
| 雨                              | 2023年 | 10月20日 | Riku Abe（RA TOKYO Inc.） |
| Starknight                      | 2023年 | 11月29日 |                           |
| FlyDay                          | 2023年 | 12月2日  |                           |
| ilu                             | 2023年 | 12月5日  |                           |
| 心音                            | 2024年 | 2月20日  |                           |
| ツミキ                          | 2024年 | 5月8日   | Taitai                    |
| Re:rise                         | 2024年 | 9月14日  | Riku Abe（RA TOKYO Inc.） |
| アンスリウム                    | 2024年 | 10月13日 |                           |
| 共有から2番目にもう君はいない。 | 2024年 | 10月20日 | 晴-haru-                  |
| ペースメーカー                  | 2025年 | 1月9日   | 晴-haru-                  |
| 500W                            | 2025年 | 4月20日  | はるくん、マイキ          |
| 愛想花火                        | 2025年 | 8月7日   | はるくん、マイキ          |

## タイアップ
| 採用年 | 楽曲 | タイアップ                    | 出典   |
| ------ | ---- | ----------------------------- | ------ |
| 2025年 | 雨   | 草津温泉観光協会PR動画 挿入歌 | [ 24 ] |